# Veronica kurdica
Veronica kurdica är en grobladsväxtart. Veronica kurdica ingår i släktet veronikor, och familjen grobladsväxter.

## Underarter
Arten delas in i följande underarter:
- V. k. filicaulis
- V. k. kurdica